# Bombenanschläge in Mumbai 2006

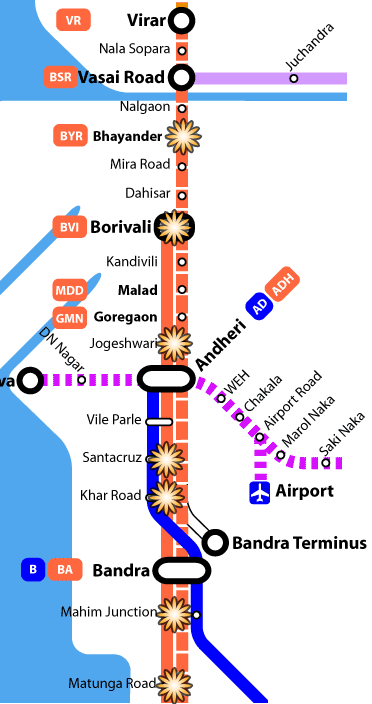
Karte der Western Line und Orte der Attentate

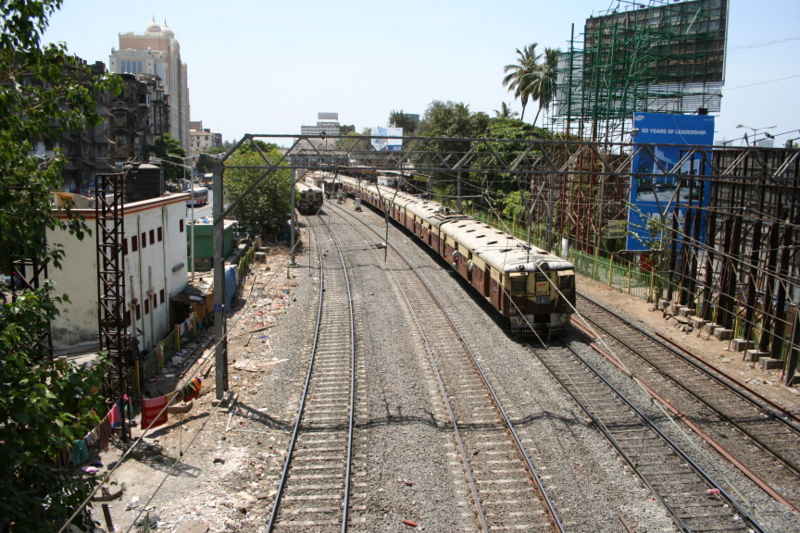
Regionalzug in Mumbai

Bei den Bombenanschlägen in Mumbai 2006 detonierten am 11. Juli 2006 in der indischen Metropole Mumbai in dichter Abfolge Bomben, die die Terroristen in Personenwagen sieben voll besetzter Vorortzügen im abendlichen Berufsverkehr gelegt hatten. Indische Sicherheitskräfte entschärften darüber hinaus einen achten Sprengsatz. 187 Menschen starben, 867 wurden darüber hinaus verletzt.

## Die Anschläge
Die Bomben detonierten in den Nahverkehrszügen der Hauptlinie (Western Line) im Westen Mumbais. Die erste Explosion ereignete sich um 18:24 IST und die folgenden sechs innerhalb von elf Minuten, bis 18:35 Uhr, also während einer der Stoßzeiten im Nahverkehr der Stadt, in der viele Menschen auf dem Heimweg von der Arbeit waren. Die Bomben waren mit Zeitzündern versehen und in Erste-Klasse-Abteilen der Züge platziert worden, einmal im südlichen Teil Mumbais, dem Viertel Churchgate, im Zentrum der Stadt und am Ende der Western Line. Die Explosionen ereigneten sich nahe der Regionalbahnstationen Matunga Road, Khar Road, Santacruz, Jogeshwari, Mahim, Borivali und Bhayandar, wo zwei Bomben explodierten.

### Hintergründe
Die Bombenanschläge ereigneten sich wenige Stunden nach einer Serie von Granatenangriffen in Srinagar, der größten Stadt im indischen Bundesstaat Jammu und Kashmir, bei der acht Personen, darunter sechs indische Touristen, getötet und 35 weitere verletzt wurden. Sicherheitsbehörden vermuten einen Zusammenhang zwischen beiden Ereignissen und gehen davon aus, dass die islamistische Terrorgruppe Laschkar e-Taiba, die von Pakistan aus operiert, für den Anschlag verantwortlich ist. Das indische Innenministerium prüfte, ob es einen Zusammenhang mit dem Kaschmir-Konflikt gibt.
Aufgrund des Datums wurde in Betracht gezogen, Verbindungen zum Terrornetz Al-Qaida herzustellen. Wie die Anschläge in Mumbai wurden auch die Terroranschläge am 11. September 2001 in den USA und die Madrider Zuganschläge (11. März 2004) jeweils am elften Tag des Monats verübt.
Am 21. Juli 2006 gab die Polizei die ersten Festnahmen im Zusammenhang mit den Bombenanschlägen bekannt. Die drei Festgenommenen gehörten einer islamistischen Studentengruppe an. Insgesamt wurden in den ersten Tagen nach dem Anschlag über 300 Verdächtige vernommen.

### Ablauf

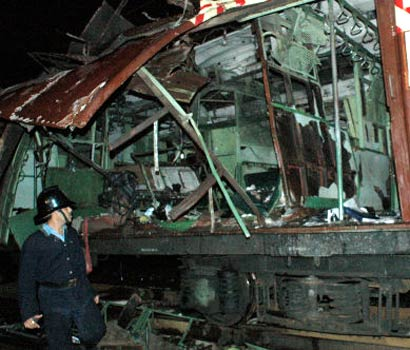
Beschädigter Zug nach dem Attentat

Die Attentatsserie ereignete sich wie folgt:
| S-Bahn-Station        | Zug-Nr. | Zeit (IST) |
| --------------------- | ------- | ---------- |
| Santacruz             | 635     | 18:24      |
| Bandara               | 637     | 18:24      |
| Jogeshwari            | 619     | 18:25      |
| Mahim                 | 641     | 18:26      |
| Mira Road / Bhayandar | 607     | 18:29      |
| Matunga Road          | 645     | 18:30      |
| Borivali              | 621     | 18:35      |

Reisende sprangen aus den Zügen und wurden dabei von anderen Zügen, die auf dem Gleis der Gegenrichtung verkehrten, erfasst.

## Folgen
187 Menschen starben, 867 wurden darüber hinaus verletzt. Es gab aber auch abweichende Zahlen. Daraus, dass ein einziger Toter nicht zugeordnet werden konnte und auch nicht als vermisst gemeldet wurde, schloss die Polizei, dass es einer der Attentäter gewesen sei.
Starker Monsunregen behinderte die Bergung, Verkehrsstaus erschwerten den Transport der Verletzten.
Aus Angst vor weiteren Anschlägen und möglichen Unruhen rief die indische Regierung höchste Alarmstufe für weite Teile des Landes aus. In Mumbai verbreitete sich zunächst Panik und Unsicherheit. Die Telefonnetze waren überlastet. Vilasrao Deshmukh, der Regierungschef von Maharashtra, rief zur Ruhe auf. Deshmukh sagte den Angehörigen jedes Getöteten 100.000 Rupien (ca. 2000 Euro) als Entschädigung zu, Verletzte sollten bis zu 50.000 Rupien erhalten.
2013 wurde Abdul Karim Tunda als mutmaßlicher Drahtzieher festgenommen.

## Frühere Anschläge auf Züge in Mumbai
- 9. November 1991: Bei einem Anschlag auf einen Vorortzug sterben mindestens zehn Fahrgäste. Etwa 60 Menschen werden verletzt.
- 29. Oktober 1993: Ein Sprengsatz in einem Vorortzug verletzt rund 40 Menschen, mehrere von ihnen lebensgefährlich.
- 13. März 2003: Bei einer Bombenexplosion in einem Vorortzug sterben elf Menschen. Dutzende werden verletzt.